# William S. Baring-Gould
William Stuart Baring-Gould (n. 1913 – d. 1967) a fost un specialist în scrierile cu Sherlock Holmes, foarte cunoscut ca autor al biografiei ficționale "Sherlock Holmes of Baker Street: A life of the world's first consulting detective" (1962).

## Biografie
S-a căsătorit cu Ceil Baring-Gould în 1937.
El a fost director de creație al revistei Time din 1937 și până la moarte. Bunicul său patern era reverendul Sabine Baring-Gould.

## Scrieri
În 1955, Baring-Gould a publicat "The Chronological Holmes" , o încercare de a prezenta, în ordine cronologică, toate evenimentele menționate în povestirile cu Sherlock Holmes. Trei ani mai târziu, Baring-Gould a scris "The Annotated Mother Goose: Nursery Rhymes Old and New, Arranged and Explained", împreună cu soția sa, Lucile 'Ceil' Baring-Gould. Cartea oferă o bogăție de informații despre cântecelele pentru copii și include rime licențioase adesea-interzise. 
În 1967, Baring-Gould a publicat "The Annotated Sherlock Holmes", o ediție adnotată a canonului lui Sherlock Holmes, cu subtitlul "The four novels and fifty-six short stories complete". În anul următor, Baring-Gould a publicat "The Lure Of The Limerick", un studiu cu privire la istoria poemelor de tip limerick; cartea include o colecție de limerick-uri, ordonate alfabetic, și o bibliografie. Cartea a fost republicată în 1974.
Baring-Gould a scris de asemenea "Nero Wolfe of West Thirty-fifth Street: The life and times of America's largest private detective", o biografie ficțională a detectivului Nero Wolfe, personajul literar creat de Rex Stout. În această carte, Baring-Gould a popularizat teoria că Wolfe a fost fiul lui Sherlock Holmes și al Irenei Adler.

## Lucrări principale
- The Chronological Holmes (1955) (ediție revizuită față de ediția anterioară care a fost publicată în Baker Street Journal în 1948)
- Sherlock Holmes of Baker Street: A life of the world's first consulting detective (1962)
- The Annotated Sherlock Holmes (1967)
- The Lure of the Limerick (Panther Books, Londra, 1968)
- Nero Wolfe of West Thirty-Fifth Street (1969)